# Ротунда (шрифт)

Шрифт «Ротунда»

Роту́нда (від італ. rotonda — кругла) — італійський варіант готичних шрифтів (напівготичний шрифт). З'явилася в XII столітті. Відрізняється округлістю й відсутністю зламів. Найпоширенішою формою італійської ротонди була littera bononiensis, яка використовувалася в Болонському університеті в XIII столітті.

## Галерея

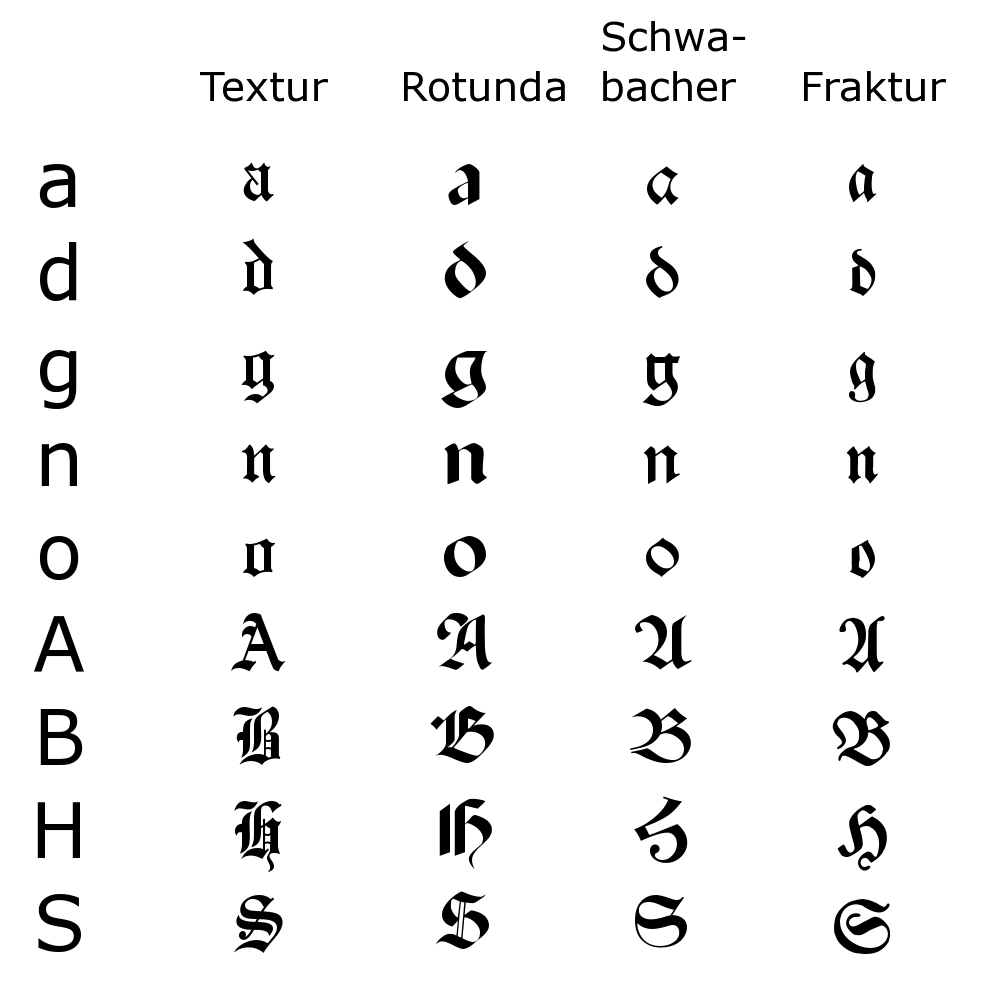
Die Rotunda im Vergleich mit anderen gebrochenen Schriften.
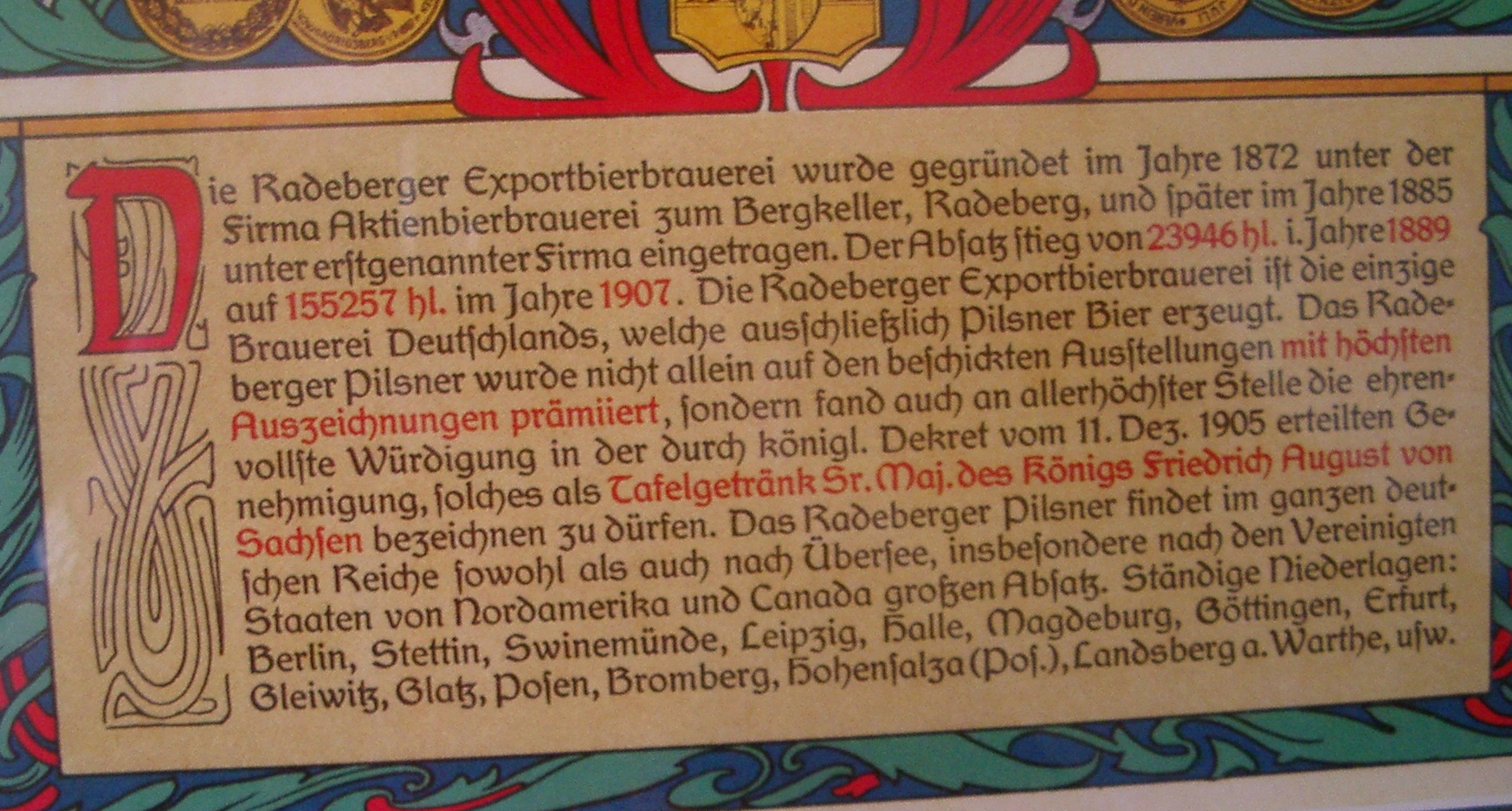
Rotunda-ähnliche Schrift in Bierwerbung.